# Jan Jurkiewicz (szermierz)
Jan Jurkiewicz (ur. 5 października 2000) – polski szermierz, florecista, olimpijczyk z Paryża. Jest zawodnikiem klubu Toruńska Akademia Floretu.
W 2024 wystąpił na letnich igrzyskach olimpijskich we florecie indywidualnie i drużynowo. W zawodach indywidualnych odpadł w 1/16 finału z Mohamed Hamzą i zajął 29. miejsce. W zawodach drużynowych zajął 6. miejsce, przegrywając z reprezentantami Chin.